# دوغ كوكس
دوغ كوكس هو عازف قيثارة كندي، ولد في عقد 1960 في كندا.

## وصلات خارجية
- دوغ كوكس على موقع ميوزك برينز (الإنجليزية)
- دوغ كوكس على موقع أول ميوزيك (الإنجليزية)
- دوغ كوكس على موقع ديسكوغز (الإنجليزية)